# Myosotis subcordata
Myosotis subcordata är en strävbladig växtart som beskrevs av Harald Harold Udo von Riedl. Myosotis subcordata ingår i släktet förgätmigejer, och familjen strävbladiga växter. Inga underarter finns listade i Catalogue of Life.